# Q2 Stadium
El Q2 Stadium originalmente Austin FC Stadium, es un estadio de fútbol en la sección North Burnet de la ciudad de Austin, Texas. Es el campo del Austin FC, un equipo de la Major League Soccer (MLS). El estadio tuvo su primer partido internacional el 16 de junio de 2021, cuando el equipo nacional femenino de Estados Unidos se enfrentó al seleccionado femenino de Nigeria en un amistoso internacional.

## Historial del sitio
El primer desarrollo conocido de la extensión de tierra fue en 1956, cuando la tierra fue bautizada como una planta de fabricación de productos químicos de 23,5 acres. La planta de fabricación produjo varios productos químicos para Reichhold Chemicals, generalmente peróxidos, durante la mayor parte de sus 29 años como planta química. La instalación se cerró luego de una serie de incidentes de seguridad en el sitio en diciembre de 1985, lo que hizo económicamente inviable su operación.
El terreno fue anexado a los límites de la ciudad de Austin el 19 de julio de 1973.
La empresa matriz de Reichhold, DIC Corporation , vendió el terreno a la ciudad de Austin en 1995 por $ 1.4 millones, y la ciudad planea usarlo como el Austin Water North Service Center. Sin embargo, durante la construcción de la instalación en 2003, ocurrió una explosión, y los trabajadores encontraron desechos químicos almacenados ilegalmente en el sitio. Se emprendió la remediación, despojando el sitio hasta convertirlo en lecho de roca. La ciudad demandó a DIC y recibió $ 3.6 millones.
Cuando Precourt Sports Ventures, operador de Columbus Crew SC , anunció que tenían la intención de trasladar al equipo a Austin, el personal de la ciudad identificó ocho sitios potenciales para un estadio permanente.  10414 McKalla Place fue identificado como uno de esos ocho sitios, y luego de un debate público, se convirtió en el principal candidato luego de la reunión del Concejo Municipal de Austin el 22 de marzo de 2018.  Después de varias sesiones, el Concejo Municipal de Austin otorgó la Administrador de la ciudad la autoridad para negociar y ejecutar un contrato de arrendamiento con el voto de 7-4 durante una sesión especial el 15 de agosto de 2018.  La ciudad anunció que el contrato de arrendamiento se había completado y firmado el 19 de diciembre de 2018.
El arrendamiento del sitio por 20 años incluye un alquiler anual de $ 550,000 a partir del sexto año, con $ 3.6 millones adicionales que se entregarán a Capital Metro para tránsito. El estadio estaría totalmente financiado y construido con dinero privado, aunque la propiedad del estadio estaría en manos de la propia ciudad. El club tiene la capacidad de extender el contrato de arrendamiento hasta tres veces, y cada extensión es de diez años.

## Construcción

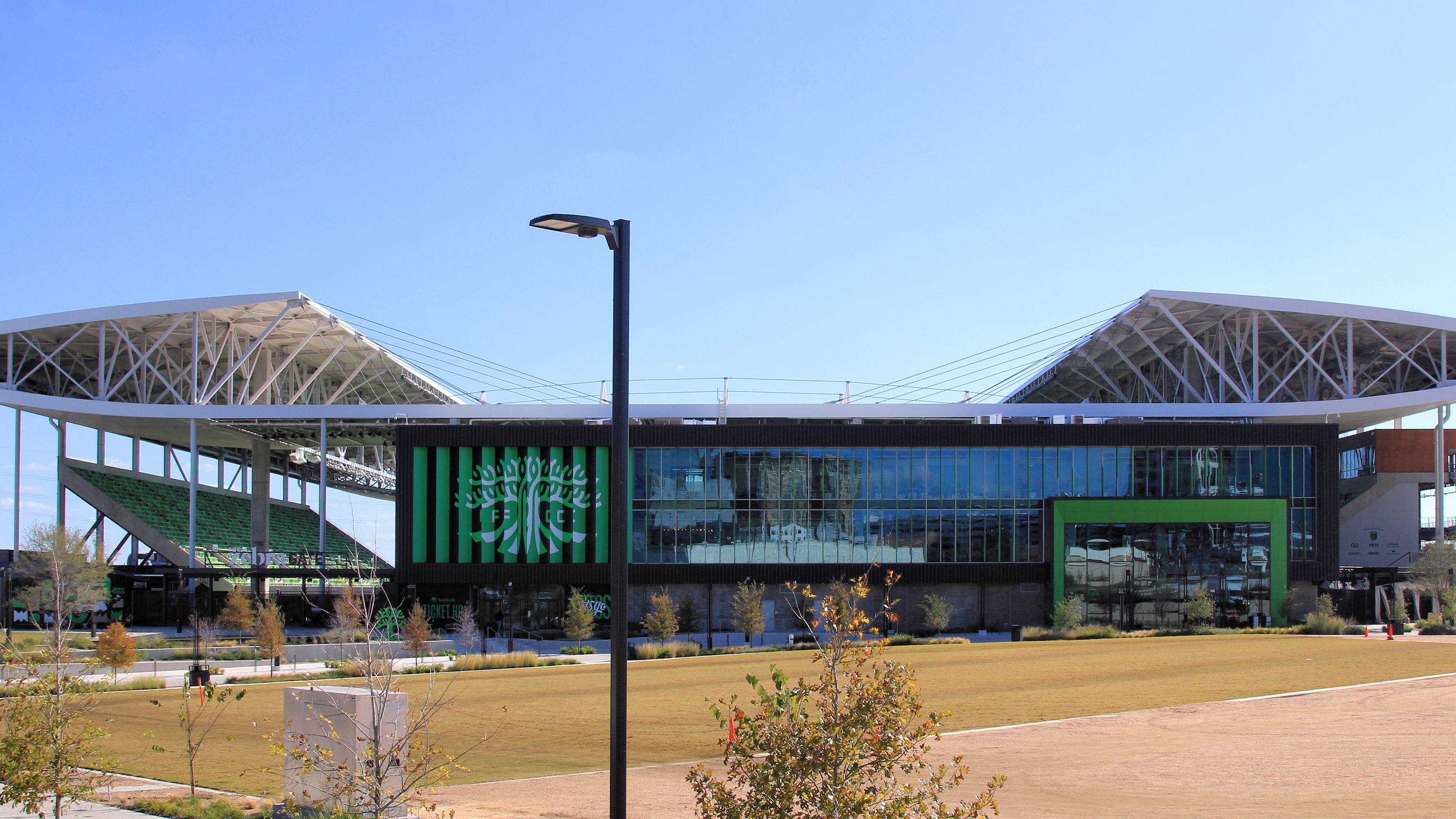
Exterior del estadio.

Se espera que el estadio de aproximadamente 20 500 asientos cueste $ 260 millones, con el operador del equipo Precourt Sports Ventures financiando la construcción de manera privada.  Otros elementos para el sitio de 24 acres y sus alrededores incluyen espacios verdes, viviendas potenciales y venta al por menor de uso mixto.
En marzo de 2019, Precourt Sports nombró a Austin Commercial como gerente de construcción y a Gensler como arquitecto principal del estadio, y anunció que la inauguración se llevará a cabo en septiembre de 2019.
La re-zonificación del sitio a los requisitos del estadio fue aprobada por unanimidad por el Ayuntamiento de Austin el 6 de junio de 2019.
El 19 de agosto de 2019, la ciudad de Austin, Texas, aprobó un plan de sitio para el estadio Austin FC en el norte de Austin . 
En enero de 2021, Austin FC firmó una asociación de derechos de nombre con Q2 Holdings, un proveedor de banca en línea local, lo que dio como resultado que el estadio se nombrara formalmente Q2 Stadium el 25 de enero de 2021.

## Transporte público
El estadio se ubicará junto a las vías del tren de cercanías de la Línea Roja de Capital Metro , y la estación existente más cercana en la Línea Roja es la Estación Kramer, que está a aproximadamente 0.5 millas (0.8 km) a pie de la ubicación del estadio de fútbol. Como parte del plan de tránsito Project Connect de Capital Metro, se construirá una nueva estación llamada McKalla Place directamente adyacente al estadio de fútbol, aproximadamente a 0.5 millas (0.8 km) al sur de la estación Kramer existente. Esto permitiría a las personas caminar directamente desde la estación de la Línea Roja hasta el estadio de fútbol sin tener que cruzar ninguna calle, y proporcionaría una caminata mucho más corta hasta el estadio. La estación Kramer existente se trasladaría al campus de Broadmoor, que se encuentra a aproximadamente 0,9 km (0,6 millas) al norte de la estación Kramer existente. La estación de Broadmoor se llamaría Broadmoor Station y la existente Kramer Station sería eliminada. 
Las conexiones de autobús al estadio incluyen la ruta 803 de MetroRapid y las rutas 3, 383, 392 y 466 de MetroBus. 

## Eventos

### Fútbol
El primer partido internacional disputado en esta sede se produjo el día 16 de junio de 2021, cuando la Selección femenina de fútbol de los Estados Unidos jugó en contra de la Selección femenina de fútbol de Nigeria en un amistoso internacional.
| Fecha               | Equipo ganador | Resultado | Equipo perdedor | Torneo                         | Público |
| ------------------- | -------------- | --------- | --------------- | ------------------------------ | ------- |
| 16 de junio de 2021 | Estados Unidos | 2:0       | Nigeria         | Amistoso Internacional Femenil | 20 500  |

### Copa de Oro de la Concacaf de 2021
| Fecha               | Equipo ganador | Resultado | Equipo perdedor | Torneo                          | Público |
| ------------------- | -------------- | --------- | --------------- | ------------------------------- | ------- |
| 29 de julio de 2021 | Estados Unidos | 1:0       | Catar           | Copa de Oro de la Concacaf 2021 | 20 500  |

### Copa América 2024
| Fecha               | Fase                     | Equipo     | Equipo                | Resultado | Equipo               | Equipo    | Espectadores |
| ------------------- | ------------------------ | ---------- | --------------------- | --------- | -------------------- | --------- | ------------ |
| 30 de junio de 2024 | Fase de grupos - Grupo B | Jamaica    | Bandera de Jamaica    | 0:3       | Bandera de Venezuela | Venezuela | 20 240       |
| 2 de julio de 2024  | Fase de grupos - Grupo D | Costa Rica | Bandera de Costa Rica | 2:1       | Bandera de Paraguay  | Paraguay  | 12 765       |

### Copa de Oro de la Concacaf de 2025
| Fecha               | Fase                     | Equipo         | Equipo                    | Resultado | Equipo                    | Equipo         | Espectadores |
| ------------------- | ------------------------ | -------------- | ------------------------- | --------- | ------------------------- | -------------- | ------------ |
| 19 de junio de 2025 | Fase de grupos - Grupo D | Arabia Saudita | Bandera de Arabia Saudita | 0:1       | Bandera de Estados Unidos | Estados Unidos | 11 727       |
| 20 de junio de 2025 | Fase de grupos - Grupo C | Guatemala      | Bandera de Guatemala      | 0:1       | Bandera de Jamaica        | Jamaica        | 12 829       |